# El amigo de mi hermana
El amigo de mi hermana (en inglés Your Sister's Sister) es una película de comedia dramática estadounidense de 2011 escrita y dirigida por Lynn Shelton y protagonizada por Emily Blunt, Rosemarie DeWitt y Mark Duplass.
La película se estrenó el 11 de septiembre de 2011 en el Festival Internacional de Cine de Toronto.

## Trama
Jack tiene problemas emocionales un año después de la muerte de su hermano. Su amiga (y exnovia de su hermano) Iris le ofrece quedarse en la cabaña de su padre, en una isla aislada, para que recupere el ánimo. Al llegar, se encuentra con Hannah, la hermana de Iris, una lesbiana que ha roto recientemente con su pareja y se aloja en la cabaña sin que Iris lo sepa.
Hablan y beben juntos, y acaban acostándose, utilizando el preservativo de Hannah. Iris llega a la cabaña inesperadamente a la mañana siguiente, y Jack sugiere que él y Hannah no deberían decirle que durmieron juntos. Más tarde, Iris le cuenta a su hermana que se ha enamorado de Jack.
Al día siguiente, Iris menciona que Hannah quiere tener un bebé. Jack examina el condón usado y descubre que Hannah le había hecho agujeros. Hannah le confiesa a Iris que se acostó con Jack. Iris se enfrenta a Jack por ello, y éste acusa a Hannah de robarle su esperma. Hannah lo admite, pero dice que nunca se habría acostado con Jack si hubiera sabido que Iris estaba enamorada de él. Jack se queda atónito al escuchar que Iris lo ama, e Iris se queda atónita de que Hannah se lo haya dicho.
Más tarde esa noche, Jack habla con Iris y se disculpa. Le revela a Iris que sólo estaba con Hannah porque no puede estar con ella, lo que rompe el corazón de Iris porque podrían haberlo evitado todo si se hubieran confesado sus sentimientos antes. Jack e Iris rompen a llorar y Jack se marcha. Al día siguiente, las hermanas se reconcilian poco a poco, e Iris se ofrece a ayudar a Hannah a criar al niño si da a luz.
Finalmente, Jack regresa a la cabaña y corresponde al amor de Iris, ofreciéndose también a ayudar a Hannah a cuidar de su posible bebé. El trío regresa a la ciudad, y la escena final muestra a Hannah haciéndose un test de embarazo en casa con Iris y Jack acompañándola para ver el resultado, que no se revela.

## Reparto
- Emily Blunt como Iris
- Rosemarie DeWitt como Hannah
- Mark Duplass como Jack
- Mike Birbiglia como Al

## Recepción
El amigo de mi hermana tiene un puntaje de aprobación del 83% en Rotten Tomatoes según las reseñas de 145 críticos, con una calificación promedio de 7.00/10. El consenso dice: "Excelentemente interpretada y satisfactoriamente atractiva, Your Sister's Sister subvierte las convenciones de las comedias románticas con una dirección sensible, un guión poco convencional y un gran corazón". En Metacritic, la película tiene una puntuación de 72 sobre 100 según las reseñas de 29 críticos.